# Canton de Bron
Pour les articles homonymes, voir Bron (homonymie).
Le canton de Bron est une ancienne division administrative française, située dans le département du Rhône en région Rhône-Alpes.

## Présentation
Le canton est composé de la commune de Bron dans son intégralité.

## Historique
Le canton a été créé par un décret du 10 janvier 1964 et regroupe alors les communes de Bron, Saint-Fons, Vaulx-en-Velin et Vénissieux.
En 1973, la commune de Vénissieux est détachée et érigée en canton distinct, tandis que la commune de Saint-Fons est rattachée au canton de Saint-Symphorien-d'Ozon.
Enfin par le décret n°82-66 du 20 janvier 1982, la commune de Vaulx-en-Velin est à son tour détachée pour former un nouveau canton ; celui de Bron se trouve alors réduit à la seule commune du même nom.
Le 1er janvier 2015, le canton disparaît avec la naissance de la métropole de Lyon.

## Représentation
| Période | Période | Identité                  | Étiquette | Qualité |
| ------- | ------- | ------------------------- | --------- | --- |
| 1964    | 1973    | Marcel Houël              | PCF       | Maçon Député (1962-1981) maire de Vénissieux (1962-1985), élu en 1973 dans le canton de Vénissieux                                                              |
| 1973    | 1982    | Jean Capiévic (1923-2002) | PCF       | Ajusteur-outilleur puis journaliste Conseiller municipal de Bron (1947-1959), maire de Vaulx-en-Velin (1977-1985), élu en 1982 dans le canton de Vaulx-en-Velin |
| 1982    | 1988    | Vincent Guittard          | UDF-CDS   | Entrepreneur Conseiller municipal de Bron |
| 1988    | 1994    | André Sousi               | PS        | Chef d'entreprise Maire de Bron (1971-1988), conseiller régional (1980-1986)                                                                                    |
| 1994    | 2001    | Jacqueline Rambaud        | RPR       | |
| 2001    | 2014    | Annie Guillemot           | PS        | Ingénieure, maire de Bron (1999-2015) |

## Évolution démographique
| 1968   | 1975   | 1982   | 1990   | 1999   | 2006   | 2011   | 2012   |
| ------ | ------ | ------ | ------ | ------ | ------ | ------ | ------ |
| 14 951 | 21 254 | 27 675 | 39 683 | 37 369 | 38 919 | 38 881 | 39 232 |